# Стефан II (III)
Стефан II (III) (лат. Stephanus PP. II (III); 715, Рим — 26 апреля 757) — папа римский с 26 марта 752 года по 26 апреля 757 года. Первый папа, обладавший светской властью.

## Биография
Происходил из аристократической римской семьи.

### Верность Константинополю
Главной проблемой пятилетнего понтификата Стефана было наступление лангобардов в Италии. К 751 году лангобарды захватили Равенну, столицу Равеннского экзархата, и начали оказывать давление на Рим.
Отношения между папством и восточными римскими императорами в середине VIII века были очень напряженными из-за поддержки Исаврийской династией иконоборчества. В то же время, сохраняя политический контроль над Римом, сама Восточная Римская империя страдала от войн с халифатом Аббасидов на юге и болгарами на северо-западе. В результате Рим был не в состоянии обеспечить себе военную поддержку Константинополя против лангобардов.
В 752 году подписал мир на 20 лет с королём лангобардов Айстульфом, но через 4 месяца тот нарушил мирный договор и объявил о намерении присоединить Рим к королевству. Попытки папы Стефана начать новые переговоры с лангобардами провалились, Константинополь отказал папе в помощи. В этих условиях папа был вынужден обратиться за помощью к франкам.

### Альянс с франками
В 754 году Стефан поехал в Париж, где заключил союз с Пипином Коротким. В базилике Сен-Дени папа помазал на царство Пипина и его сыновей и объявил Пипина королём франков и защитником Христианской церкви.
Пипин дважды вторгался в Италию, чтобы решить лангобардскую проблему, и передал территорию между Римом и Равенной папскому престолу, но оставил лангобардских королей владеть их землями.

### Римский дукат и Папская область
Земли, отвоёванные Пипином в 756 году, положили начало созданию Папской области.
До альянса Стефана с Пипином Рим являлся центральным городом Римского дуката, которое находилось в составе одного из двух округов Равеннского экзархата. В Керси франкские дворяне дали своё согласие на поход в Ломбардию. Римско-католическая традиция утверждает, что тогда Пипин и дал письменное обещание передать Церкви определённые территории, которые должны были быть отобраны у лангобардов и которые впоследствии сформировали Папскую область. Этот так называемый «Пипинов дар» не сохранился в виде документа, но источники конца VIII века давали цитаты из него.
Земли, переданные франками папе, включали в себя Форли с прилегающими землями, лангобардские завоевания в Романье и в герцогствах Сполето и Беневенто, Пентаполис («Пять городов» — Римини, Пезаро, Фано, Сенигаллия и Анкона). Таким образом, папа стал одновременно и светским правителем территории, которая простиралась по диагонали от Тирренского до Адриатического моря.
Пипин подтвердил своё земельное пожертвование в Риме в 756 году, а в 774 году Карл Великий подтвердил пожертвование своего отца.
Помимо этого, Стефан начал в Риме строительство колоколен и ввёл в Риме колокольный звон.

### Двойное именование папы
Двойное именование папы в современных списках связано с личностью Стефана II, избранного папой, но не получившего епископского посвящения. Ранее Стефан II включался в список понтификов, ныне нет. В связи с этим все последующие папы с именем Стефан имеют в списках двойной номер.